# オジブワ

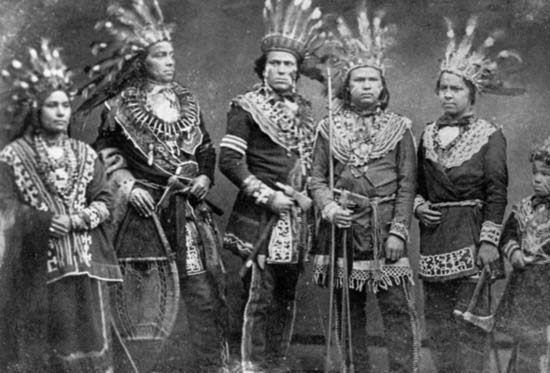
5人のオジブワの首領（19世紀）

オジブワ（Ojibwa）は、アメリカ合衆国およびカナダの先住民族（インディアン）の部族である。アメリカ合衆国ではチェロキー族、ナヴァホ族に次いで3番目、北米全体でもクリー族に次いで4番目に大きい人口を持つ。オジブウェー族、オジブウェ族、チペワ族（Chippewa）としても知られる。
10万人ほどがアメリカ合衆国のミシガン州からウィスコンシン州、ミネソタ州、モンタナ州にかけての北部に居住し、約76,000人ほどがカナダのオンタリオ州からブリティッシュコロンビア州に居住する。
「オジブワ」は、「皺を寄せたモカシン」というような意味である。彼らの履くモカシンは、甲の部分が別革を縫い合わせたタイプだった。
彼ら自身は『アニシナアベ族』（Anishinaabe）と自称し、これは「野生の人々」という意味である。

## 歴史
他の北東部族と同様、白人入植者との軋轢で西方へと領土を移動する歴史の繰り返しだった。1730年代にはスペリオル湖畔に到達し、イロコイ族を東へ押し返し、ヒューロン湖とエリー湖近辺を制圧した。スー族とはその後も長きに渡り敵対し、これを負かした唯一の部族となった。

## 文化
- アルゴンキン族（アルゴンキン語族）に属し、ニピシング族（英語版）（アニシナアベ族（英語版））、オタワ族、ポタワトミ族などと近縁である。ミシサガ族とソートー族（英語版）はオジブワの下位部族に当たる。
- 夏はティピーで暮らし、冬はウィグワムを住まいとした。
- 敵対者の肉を宗教的に食する慣習があった。死者は座った姿勢で土葬にされた。
- 氏族（クラン）を中心とした母系社会で、クラン・マザーと呼ばれる女性が部族をまとめる。これは現在も変わらない。
- 「ナナボーゾ」というトリックスターを持つ。
- ベリー類や野生リンゴ、近隣湖沼でのカヌーによる魚、マコモ（ワイルドライス＝野生米）の採集と、アヒル、バッファロー（アメリカバイソン）を初めとする狩猟を伝統的な生活としていた。カエデ蜜（メープルシロップ）も伝統的な食材である。

## 現在
- 同化政策で伝統的な文化のほとんどが破壊された[要出典]が、デニス・バンクス（英語版）らの主導で、現在、伝統的な部族食材のリリースに力が入れられている。バッファロー牧場でバッファローの繁殖が図られ、オジブワ族保留地が販売するマコモやメープルシロップ、バッファローの肉、ハーブ・ティーなどは、健康食品として注目されていて、日本にも輸入されている。

- 全人口：175,000人
- 居住地域：アメリカ合衆国、カナダ
- 言語：オジブウェー語（アニシナーベ語）、英語

## 遺伝子
オジブワ族はアメリカ先住民に広く高頻度のハプログループQ (Y染色体)は15.9％しか見られず、西ユーラシアで高頻度のハプログループR1が50.5％も見られる。これはアメリカ先住民では最も高頻度である。西ユーラシアに見られるハプログループX (mtDNA)もみられることから、欧州方面からの移住民との混血の可能性が想定される。

## オジブワ族の著名人
- チーフ・ベンダー - 1900年-1910年代に活躍、アメリカ野球殿堂入りしたプロ野球選手。
- デニス・バンクス（英語版） -（ナワ・カミック）AIM元代表、運動家。
- ルイーズ・アードリック - 作家。